# 玉环长柿
玉环长柿，又名红彤柿、牛奶柿，是柿树科柿属的优良品种，为浙江省玉环市三大传统名果之一，曾在浙江省首届涩柿评比会上获得一等奖。但因谣言和经济发展等原因，玉环长柿价格不断下降，慢慢隐退。

## 概述
在浙江台州地区有七个地区生产柿子，其中临海红柿、玉环长柿、三门牛奶柿和黄岩甜柿较为出名。当地有长柿、蜜柿、方柿三个品种，其中以玉环长柿栽培面积最广。玉环长柿为浙江省玉环市三大传统名果之一（其他两个为玉环文旦、玉橙）。玉环市内柿园主要分布在清港镇扫帚山村、玉城街道三合潭、渔岙、沙岙、芦浦镇大沙等。栽培面积达670公顷，栽培地集中在，采摘期为每年在10月下旬至11月上旬。其果形为长椭圆型，色泽鲜红，果大形美。果实味甜水份较少，少核或无核，口感软糯香甜。玉环长柿内含纤维素、维生素等多种营养成分，有开胃消食、清肠胃等功效。1994年，玉环长柿在浙江省首届涩柿评比会上获得一等奖。

## 销售现状
玉环长柿的年产量曾达到10万吨，但目前仅达到百万公斤以上（约千余吨）。据称，当地曾有谣言称“长柿吃了致癌、长结石”，尽管浙江省食品药品监督管理局专家表示这是谣言，但仍然导致玉环长柿产量下降。玉环长柿陷入“本地人无心采摘，零售商不愿上门”的境地。自2012年来，玉环长柿的价格便不断下降。目前，大的柿子也仅有7毛一斤，不及人工费。玉环长柿随着经济发展以及各种原因，而慢慢隐退。目前，柿农的种植观念开始转变，通过套种等方法，提高土地产出率。农户也希望能有商户等来清港收柿。